# Вікторія Потоцька
Вікторія Потоцька (бл. 1677 — 1732) — польська шляхтянка з роду Лещинських, дружина коронного гетьмана Юзефа Потоцького.

## Життєпис
Донька Вацлава Лещинського, воєводи підляського, та Софії Вишнивецької, доньки князя Дмитра Юрія Вишневецького. Народилася близько 1676/1677 року. За менш достовірною версією її матір'ю була Софія Христина Опалінська.
Близько 1681 року помирає її мати. 1692 року укладено шлюб Вікторії з галицьким старостою Юзефом, сином польного гетьмана коронного Анджея Потоцького.
1695 року її вуйна, Саломея Вишневецька уступила Вікторії міста Чарторийськ, Колки, Немирів, Заложці, Збараж, Ладижин, Волочиськ. Збаразьке князівство Вікторія і її сестра Теофілія домовилися поділити між собою порівну, але в справу втрутилися чоловіки сестер. Також порозумінню завадила Північна війна. Лише 1714 року Вікторія з чоловіком домоглася підтвердження прав на Збаразьку волость. Разом з чоловіком перетворила Збраразький замок у вишукану резиденцію.
З 1720 року надавала кошти єзуїтам в місті Станіславів, зокрема на оздоблення вівтаря і каплиці святого Станіслава Костки, до якого Вікторія відчувала особливий пієтет. 1729 року за допомогою Вікторії завершено будівництво костелу єзуїтів.
1730 року чоловік подарував Вікторії палац Бельведер. У 1732 році Вікторія померла, її було поховано під вівтарем костелу єзуїтів. 1886 року рештки княгині були перенесені до крипти колегіати у зв'язку з перетворенням костелу єзуїтів у греко-католицький собор Святого Воскресіння.

## Родина
Чоловік — Юзеф Потоцький, великий гетьман коронний
Діти:
- Станіслав (1698—1760), воєвода смоленський, київський і познанський;
- Зоф'я; 1-й чоловік — староста ґнезненський Адам Сьміґельский, 2-й чоловік — каштелян підляський Домінік Пйотр Коссаковський.